# Едґіфу Кентська
Едґіфу Кентська (також Едґіва чи Едіва; бл. 902/903 — 968) — третя дружина короля Вессексу Едуарда Старшого.

## Біографія
Едґіфу була донькою Сігехельма, елдормана Кентського, який загинув у битві при Холмі в 902 році. Близько 919 року вона побралась із королем Едуардом Старшим та невдовзі народила йому двох дочок: святу Едбургу Вінчестерську та Едґіфу та двох синів Едмунда I та Едреда, які згодом по черзі успадкували батьківський престол.
Згідно з хартією, що датується початком 960-х років, її батько в якості застави позики в тридцять фунтів передав маєток в селищі Кулінг Ґоді. Невдовзі до відправлення на битву при Холмі, Сігехельм нібито повернув позику та заповів ці землі Едґіфі, проте Ґода стверджував, що грошей він не отримав, і відмовлявся повертати землю. Зрештою вона отримала ці землі через шість років по смерті батька, після втручання у справу короля Едуарда. Загалом у Ґоди, на користь Едґіфи, було конфісковано не тільки маєток у Кулінгу, втім переважну більшість земель вона все ж йому повернула, не бажаючи вступати у конфлікт з могутнім політичним суперником. Незабаром вона одружилася з Едуардом.
Едґіфу покинула двір під час правління свого пасинка, короля Етельстана, проте  була видатною та впливовою особою під час правління її синів і засвідчила багато їхніх статутів. У хартії 953 року, грант на землі у Фелфамі в Сассексі наданий їй Едредом, вона названа famula Dei (слуга Божа), що свідчить про те, що вона, ймовірно, прийняла релігійні обітниці, продовжуючи жити у своїх власних маєтках.
Після смерті її молодшого сина Едреда в 955 році її старший онук, король Едвіг, позбавив її земель, скоріше за все через те, що вона стала на бік його молодшого брата Едгара в політичній боротьбі між братами. Коли Едгар отримав трон після смерті Едвіга в 959 році, вона повернула собі деякі маєтності та отримала щедрі подарунки від свого онука. Востаннє Едґіфу згадується як свідок у грамоті 966 року. Вона пережила свого чоловіка на декілька десятиліть, померши під час правління свого внука Едгара.

## Діти
Всього в Едґіфи та Едуарда Старшого було четверо дітей: два сини та дві доньки.
1. Едмунд I (920/921 — 26 травня 946) — король Англії (27 жовтня 939 — 26 травня 946); був двічі одружений, мав двох синів від першого шлюбу.
2. Едред (бл. 923 — 23 листопада 955) — король Англії (26 травня 946 — 23 листопада 955); не був одруженим та не мав дітей.
3. Едбурга (921/924 — 15 червня 951/953) — була черницею, нині свята православної, католицької та англіканської церков.
4. Едґіфа

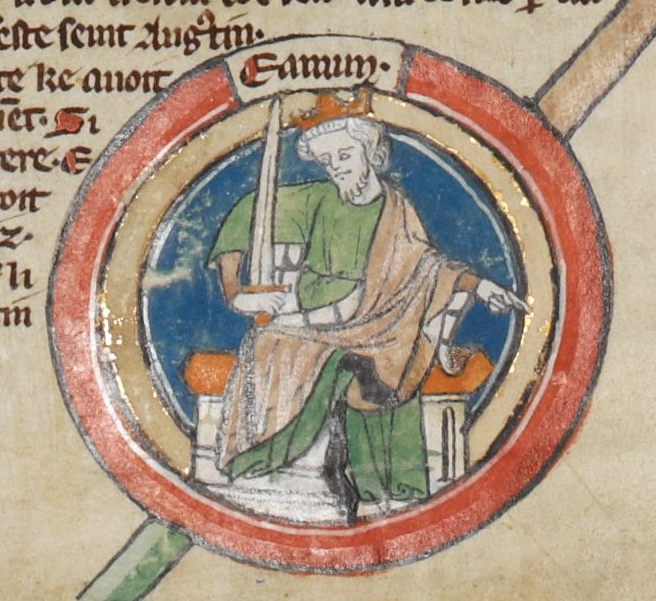
1 'Едмунд I (920/921 - 946)
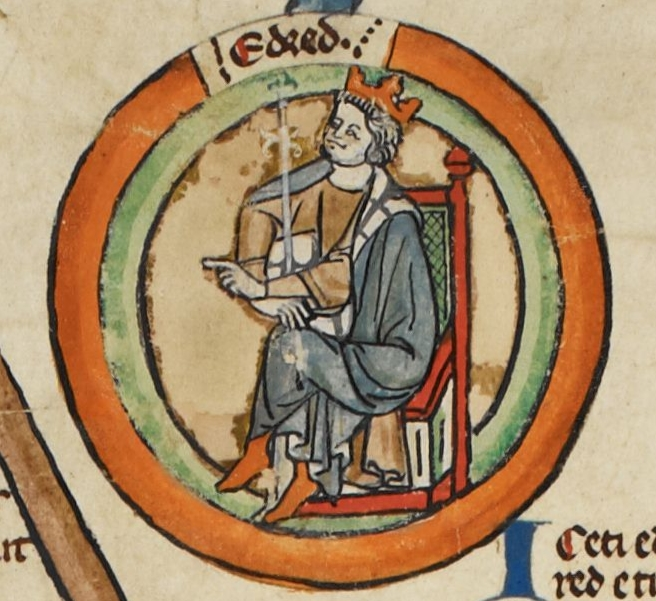
2 'Едред (бл. 923 - 955)
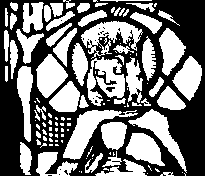
3 'Едбурга (921/924 - 951/953)
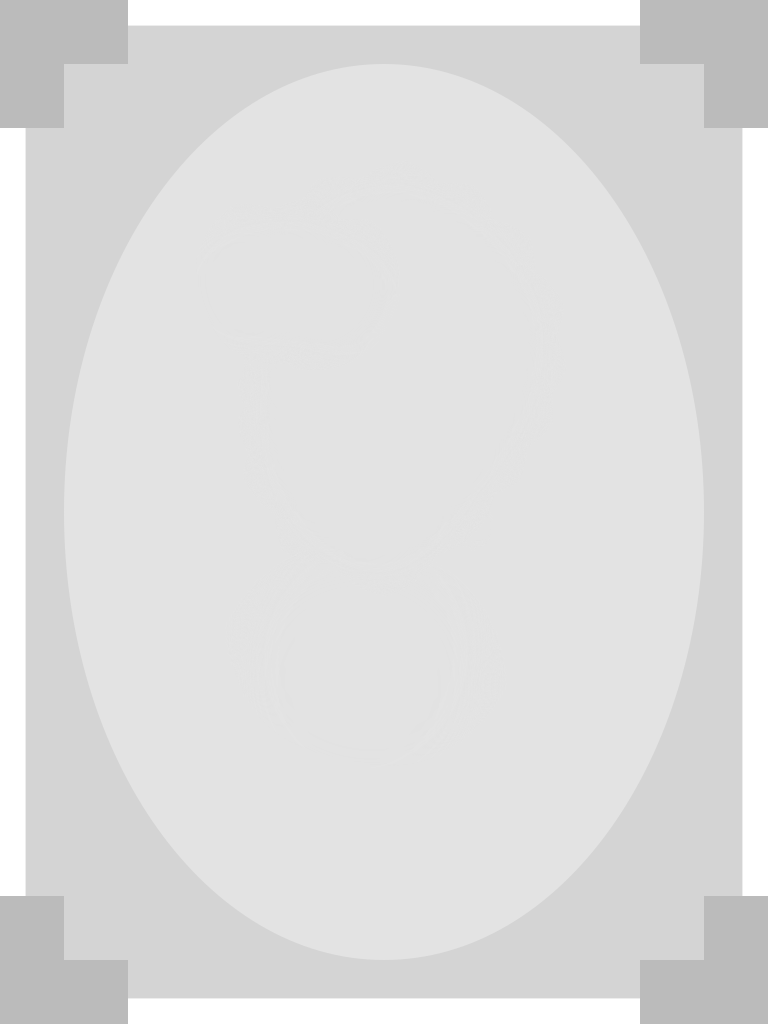
4 'Едґіфа